# 玛丽亚·萨伊达克
玛丽亚·萨伊达克（波蘭語：Maria Sajdak，1991年7月30日—），旧姓斯普林瓦尔德（Springwald），波兰女子赛艇运动员。她曾代表波兰参加2016年和2020年夏季奥林匹克运动会赛艇比赛，获得一枚银牌和一枚铜牌。